# Skarb rodu Arne (film 1919)
Skarb rodu Arne (Herr Arnes pengar) – film Mauritza Stillera z 1919 roku, oparty na motywach powieści Selmy Lagerlöf pod tym samym tytułem. Akcja filmu rozgrywa się w XVII wieku i opowiada o wydarzeniach związanych z ucieczką szkockich oficerów, byłych najemników szwedzkiego króla.